# Les Brigades fantômes
Les Brigades fantômes (titre original : The Ghost Brigades) est un roman de science-fiction américain écrit par John Scalzi et publié en 2006. Il fait suite au roman Le Vieil Homme et la Guerre.
Les éditions L'Atalante réédite le roman en 2024 en lui adjoignant la nouvelle Journal de Sagan (The Sagan Diary).

## Contexte
Le roman se passe dans le même univers que Le Vieil Homme et la Guerre, sur fond de colonisation de l'espace, et de guerre entre différentes races extra-terrestres et les humains. Plutôt que d'aborder cet univers sous l'angle d'un terrien recruté dans les forces de défense coloniales, le lecteur suit un membre des forces spéciales, communément appelées « Brigades fantômes » par les soldats réguliers, à cause de la nature non officielle de leur existence.

## Résumé
Jared Dirac est un membre des forces spéciales, né à l'âge adulte dans un incubateur, dans un corps augmenté par génie biologique et par différents systèmes informatiques. Comme d'autres dans son cas, il est destiné à effectuer des missions de très haute importance grâce à ses capacités supérieures à celles des « vrais nés », les humains nés par voie naturelle. Il a néanmoins une différence avec ses frères d'armes ; à sa naissance, une conscience lui a été implantée : celle de Charles Boutin, un chercheur humain qui travaillait sur les implants informatiques utilisés par les forces de défense coloniales, avant qu'il ne simule sa propre mort, et trahisse la race humaine, pour s'allier à une race extra-terrestre dans la guerre pour la conquête de l'espace. 

## Chronologie
Les Brigades fantômes se passent peu de temps après Le Vieil Homme et la Guerre, bien que le roman n'ait pas besoin du premier tome pour être entièrement compréhensible. John Perry, le héros du premier livre, n'apparaît pas dans le deuxième, mais Jane Sagan, officier des forces spéciales, occupant une place importante dans le premier tome de la série, est présente dans Les Brigades fantôme. John Scalzi raconte ici deux histoires entremêlées, bien qu'il n'y ait pas de suite directe d'évènements entre les deux romans.